# Bech
|  | No s'ha de confondre amb Beck (desambiguació). |

Bech és una comuna i vila a l'est de Luxemburg, que forma part del cantó d'Echternach. Comprèn les viles de Bech, Altrier, Graulinster, Hemstal, Kobenbour, Rippig i Zittig. Limita amb les comunes de Consdorf, Echternach, Mompach, Rosport, Heffingen, Biwer i Manternach.

## Població
| Nacionalitat   | Població | %      |
| -------------- | -------- | ------ |
| luxemburguesos | 734      | 77,59% |
| Forasters      | 212      | 22,41% |
| - portuguesos  | 34       | 3,59%  |
| - francesos    | 25       | 2,64%  |
| - italians     | 15       | 1,59%  |
| - belgues      | 35       | 3,70%  |
| - alemanys     | 32       | 3,38%  |
| - iugoslaus    | 22       | 2,33%  |
| - altres       | 49       | 5,18%  |

## Evolució demogràfica
| Any        | Població |
| ---------- | -------- |
| 15/02/2001 | 946      |
| 01/01/2002 | 943      |
| 01/01/2003 | 917      |
| 01/01/2004 | 935      |
| 01/01/2005 | 951      |